# Madison Lintz

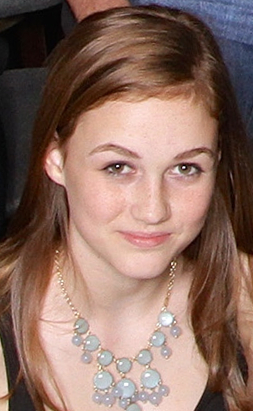
Madison Lintz (2013)

Madison Lintz (ur. 11 maja 1999 w Atlancie) – amerykańska aktorka.

## Życiorys

### Rodzina
Matką Madison jest Kelly Collins Lintz (aktorka, ur. 1970). Ma dwóch młodszych braci: Matta Lintza (ur. 2001) i Macsena Lintza (ur. 2006), jak również starszą siostrę Mackenzie Lintz (ur. 1996). Całe rodzeństwo było aktorami dziecięcymi.

### Kariera
Karierę aktorską rozpoczęła w wieku sześciu lat (reklamy i lektorstwo, m.in. Golden Corral). Pierwszą jej rolą filmową była w 2012 postać Sophii Peletier w serialu Żywe trupy. Od 2012 mieszkała z rodziną w Alpharetta (Georgia) i uczyła się w warunkach domowych. W 2017 ukończyła Akademię Przymierza Chrześcijańskiego. 

## Filmografia
- Żywe trupy (2010-2012) jako Sophia Peletier
- Tell Me Your Name (2018) jako Hannah
- Bosch (2015-2021) jako Maddie
- Bosch: Dziedzictwo (2022-2023) jako Maddie[1]